# Morsano al Tagliamento
Morsano al Tagliamento (friuli nyelven Morsan da lis Ocjis) település Olaszországban, Friuli-Venezia Giulia régióban, Pordenone megyében. Lakosainak száma 2671 fő (2023. január 1.). Morsano al Tagliamento Camino al Tagliamento, Cordovado, Fossalta di Portogruaro, San Michele al Tagliamento, San Vito al Tagliamento, Sesto al Reghena, Teglio Veneto és Varmo községekkel határos.

## Népesség
A település lakossága az elmúlt években az alábbi módon változott:
| Lakosok száma | 2808 | 2788 | 2671 |
|               | 2017 | 2018 | 2023 |